# Стериди
Стериди — це продукти реакції естерифікації, що відбувається між гідроксильною групою циклічних спиртів стеролів (стеринів) і карбоксильною групою вищих жирних кислот. В організмі переважно поширені вільні стероли (близько 90 %), а не їх естери.
Один із найрозповсюдженіших в людському організмі стерид — естер холестеролу — утворюється у печінці ферментом ацетил-КоА-холестеролацилтрансферазою. Ця речовина є більш гідрофобною, ніж сам холестерол, і входить у порівняно великій кількості до складу ліпопротеїнів низької щільності.